# Apocheiridium caribicum
Espèce
Apocheiridium caribicum est une espèce de pseudoscorpions de la famille des Cheiridiidae.

## Distribution
Cette espèce est endémique de Curaçao.

## Étymologie
Son nom d'espèce lui a été donné en référence au lieu de sa découverte, les Caraïbes.

## Publication originale
- Beier, 1936 : Zoologische Ergebnisse einer Reise nach Bonaire, Curaçao und Aruba im Jahre 1930. No. 21. Einige neue neotropische Pseudoscorpione. Zoologische Jahrbücher, Abteilung für Systematik, Ökologie und Geographie der Tiere, vol. 67, p. 443-447.